# فرودگاه تولدو اکسپرس
فرودگاه تولدو اکسپرس (به انگلیسی: Toledo Express Airport) یک فرودگاه همگانی با کد یاتا TOL است که یک باند فرود آسفالت دارد و طول باند آن ۳۲۳۱ متر است. این فرودگاه در شهر تولیدو، اوهایو کشور ایالات متحده آمریکا قرار دارد و در ارتفاع ۲۰۸٫۵ متری از سطح دریا واقع شده‌است.

## شرکت‌های هواپیمایی و مقصدهای پروازی

### مسافری
| شرکت‌های هواپیمایی | مقصدهای پروازی                                       | Refs  |
| ----------------- | ---------------------------------------------------- | ----- |
| الیجنت ایر        | اورلندو سنفورد، شهرستان شارلوت، سن پترزبورگ-کلیرواتر | [ ۱ ] |
| امریکن ایگل       | شارلوت داگلاس (آغاز از ۲۲ اوت ۲۰۱۷)، اوهر شیکاگو     | [ ۳ ] |

### باری
| شرکت‌های هواپیمایی    | مقصدهای پروازی |
| -------------------- | --- |
| Sierra West Airlines | Serves various destinations with Toledo-based aircraft including داسو فالکن ۲۰ and لیرجت ۳۵ jets and Fairchild Metroliner propjets. |